# Gamer Magazin
A Gamer Magazin (2004-ben GAMER PC Játékmagazin) egy videójátékokkal foglalkozó, 2002 és 2004 közt megjelent magyar havilap. A PC Guru stábja hozta létre, a kiadói berkekben történt változások és névhasználati jogok következtében. Létrejöttétől kezdve eleinte a PC Guru korábbi szerkezetét vitték tovább, majd fokozatosan egy egyedi hangvételű és sajátos lap szerkesztésére került sor. Az utolsó, 24. lapszám 2004 szeptemberében jelent meg.

## Története
Az azonos témájú PC Guru-ból kivált szerkesztők alapították 2002 szeptemberében. A Vogel Publishing kiadó német vezetőségétől magát függetlenítő hazai vezetőség azt állította a tulajdonában álló lapok (köztük a PC Guru) szerkesztőségének, hogy biztos forrásból tudják: központosítás indul a Vogel lapjainál. Ennek keretén belül pedig – állították – nem lesz szükség annyi cikkíróra és tesztelőre, hiszen külföldön írják majd az egyes cikkeket, azokat pedig csak fordítani kell. 2002 augusztusának végén a Vogel felmentette az addigi ügyvezetőt, Ivanov Pétert, és a helyére Carsten Gerlach került. Válaszul Ivanov bejelentette, hogy a PC Guru (valamint a Chip, a Műszaki Magazin, és a PlayTime) szerkesztősége kiválik, és a jövőben új címen, Guru Gamerként jelenik meg a lap. A változás az ő esetükben mindössze azzal járt, hogy cégnevet változtattak, hiszen minden és mindenki maradt a helyén, de a Vogel helyett már az IPMA, illetve a kiadást végző G.F.H. Kft. került a névtáblákra. A Vogel az eseményeket akként kommentálta, hogy az események egy hosszabb folyamat betetőzései: Ivanov Péter még az év májusában cégeket alapíttatott gyerekeivel, majd előbb a Vogel összes tevékenységét "kiszervezte" hozzájuk, majd amikor a megkötött előnytelen szerződések miatt a Vogel felmentette őt, a négy lapot magával vitte és azt híresztelte, hogy a német cég egyébként is kivonul Magyarországról. A Vogel szerint az eljárás tisztességtelen volt, de nem áll szándékukban kivonulni, és a PC Guru kiadását is folytatni fogják, mégpedig egy már száz százalékig német tulajdonú céggel, a Vogel Burdával. Az IPMA cáfolt, és éppen a Vogelt nevezte meg, mint aki valótlan információkat terjeszt és tisztességtelen lépéseivel érte el a fennálló helyzetet.
A megmaradt stáb tehát a régi struktúrával, a G.F.H. Kft. égisze alatt folytatta tovább tevékenységét. Az első szám októberben még Guru Gamer címen jelent meg, ami pereskedéshez vezetett a Vogellel – lévén az a PC Guru kiadását egy hónap kihagyás után, a PC.Games magazin gárdáját felfogadva folytatta. A bíróság döntése szerint a nevet az IPMA lapja nem tarthatta meg, a következő számtól (2002/11) Gamer Magazin címen jelent meg. Decemberben újra elmérgesedett a helyzet: több GameStar-előfizető talált postaládájában ajándék Gamer Magazint, s ezért megvádolták a szerkesztőséget azzal, hogy jogellenesen szerezték meg az előfizetők adatait. Ugyanekkor a Gamer pedig hasábjain elhelyezett "Vigyázat! Hamisítják!" feliratokkal tiltakozott az ellen, hogy a PC Guru a régi újságstruktúrát továbbvitte, ily módon a két újságban teljesen azonos rovatcímekkel találkozott az ember (pl. mindkettőben volt a neves játékfejlesztőket bemutató "A világ legbefolyásosabb emberei", az elvontabb témájú "Gondolatébresztő", vagy épp a technikai újításokkal foglalkozó "Homok a gépezetben").
2003 elején, miután bebizonyosodott, hogy a Guru átalakításáról szóló információk hamisak, az alkotógárda több tagja visszatért a PC Guru-hoz, de a lap továbbra is megjelent, sőt, az új cikkírógárda egy részét épp a Gurutól kapták. A Gamer helyzetén az erős konkurencia egyáltalán nem segített, sőt, a csökkenő példányszámot a kiadó a cikkírók felelősségévé tette, csökkentve bérüket. 2003-ban pár hónapig 148 oldalas terjedelemben jelent meg a lap, augusztusban pedig egy bírósági döntésnek köszönhetően ismét használhatták a "Guru" megnevezést – igaz, csak pár hónapig, és akkor is alcímként. A válságos pénzügyi helyzet azonban éreztette hatását: előbb megszűntek a teljes játékok, majd helyettük az utolsó hónapokban DVD-filmeket adtak a laphoz. Az utolsó szám 2004 szeptemberében jelent meg, ezután a kiadó (IPMA) anyagi okokra hivatkozva, háromhavi soha nem törlesztett tartozással a cikkírók, és egyhavi tartozással a szerkesztők felé megszüntette a kiadást. A szerkesztők többsége játékfejlesztő cégeknél helyezkedett el, a cikkírók egy része a PC Gurunál, másik a GameStarnál folytatta a szakmát (hivatalosan ez a lap olvasztotta magába a Gamert, a Gamer logó három hónapig szerepelt a címlapján), megint mások abbahagyták a publikálást. A Magyar PC Magazin 2005-ös megszűnéséig közölt egy erősen lecsupaszított Gamer mellékletet.
Weboldala, a gameronline.hu a lap megszűnése után még működött pár hónapig, majd leállt, hogy ugyanezen a címen egy játékokkal foglalkozó blog jelenjen meg 2007-ben. Néhány év működés után azonban a blog leállt, egy időben az "erősen fejlesztés alatt" felirat volt olvasható a címoldalon, mára viszont a címre nem jön be weboldal.

## Borítók
A Gamer pályafutása alatt kétféle borítóval és laptervvel jelent meg. Az első változat (az ún. Cseri-féle) még rendkívüli módon hasonlított a korábbi PC Gurus kinézetre, azzal a különbséggel, hogy a szögletes formák lekerekítetté váltak. A második (az ún. Broáf-féle) 2004-ben került bevezetésre, mellyel egy időben kismértékben az újság fizikai mérete is megnőtt. Ez egy minimalista dizájn volt, a cikkeknél ízlésesen elrendezett egyszerűséggel, a hardver rovattól kezdve pedig a fekete alapon fehér betűk domináltak, piros lapszegélyekkel.

## Lapszámok
A laphoz a legelső (2002/10) számtól kezdve CD-melléklet is járt, rajta egy teljes játékkal, 2004-től pedig DVD. Ezek az alábbiak voltak:
| Magazinnév            | Megjelenés ideje | Teljes játék                           | Oldalszám | Érdekesség                                                               |
| --------------------- | ---------------- | -------------------------------------- | --------- | ------------------------------------------------------------------------ |
| Guru Gamer            | 2002/10          | Freespace 2                            | 132       | Az első lapszám                                                          |
| Gamer Magazin         | 2002/11          | Thief: The Dark Project                | 132       | Jogi okokból nevet váltott, de a CD-mellékleten még Guru Gamer olvasható |
| Gamer Magazin         | 2002/12          | Screamer 4×4                           | 132       | Jogi hercehurca: GameStar-előfizetők, azonos című PC Guru-rovatok        |
| Gamer Magazin         | 2003/01          | Icewind Dale                           | 132       |                                                                          |
| Gamer Magazin         | 2003/02          | MDK 2                                  | 148       | +16 oldal                                                                |
| Gamer Magazin         | 2003/03          | Giants: Citizen Kabuto                 | 148       |                                                                          |
| Gamer Magazin         | 2003/04          | Hostile Waters: Antaeus Rising         | 148       |                                                                          |
| Gamer Magazin         | 2003/05          | Disciples: Sacred Lands Trainz         | 132       | -16 oldal, a stáb fele elmegy, újak jönnek                               |
| Gamer Magazin         | 2003/06          | Disciples II: Dark Prophecy            | 132       | Új rovatok indulnak                                                      |
| Gamer Magazin         | 2003/07          | Broken Sword II: The Smoking Mirror    | 132       | Bejelentik: az első Gamer tábor elmarad                                  |
| Gamer (Guru)          | 2003/08          | Re-Volt                                | 132       | Alcímként ismét használható a Guru Gamer                                 |
| Gamer (Guru)          | 2003/09          | Messiah                                | 132       |                                                                          |
| Gamer (Guru)          | 2003/10          | Rally Trophy                           | 132       |                                                                          |
| Gamer PC Játékmagazin | 2003/11          | Imperium Galactica II (1. és 2. CD)    | 132       | Négy CD-s teljes játék                                                   |
| Gamer PC Játékmagazin | 2003/12          | Imperium Galactica II (3. és 4. CD)    | 132       |                                                                          |
| Gamer PC Játékmagazin | 2004/01          | America's Army 2.0                     | 132       | Új dizájn, DVD-melléklet                                                 |
| Gamer PC Játékmagazin | 2004/02          |                                        | 132       | Nincs teljes játék                                                       |
| Gamer PC Játékmagazin | 2004/03          |                                        | 132       |                                                                          |
| Gamer PC Játékmagazin | 2004/04          |                                        | 132       |                                                                          |
| Gamer PC Játékmagazin | 2004/05          |                                        | 132       |                                                                          |
| Gamer PC Játékmagazin | 2004/06          | Film: Marco Polo: Visszatérés Xanaduba | 132       | Film melléklet, dupla DVD                                                |
| Gamer PC Játékmagazin | 2004/07          | Film: Al Capone bandája                | 132       |                                                                          |
| Gamer PC Játékmagazin | 2004/08          | Film: Az erő gyermekei                 | 132       | A Levrov neve NemLevrov-ra változik                                      |
| Gamer PC Játékmagazin | 2004/09          | Film: Shop-stop                        | 132       | Az utolsó megjelent lapszám                                              |

## Rovatok
A lap kétféle felépítést élt meg az idők során. Az első a régi Gurus szerkezet volt, a másik pedig a csapat felének eltávozása után alakult ki, az új cikkírók hatására.

### Gurus felépítés
A 2002/1-es számtól egészen a 2003/5-ös számig ez volt az újság általános felépítése:
- Tartalom, intro, a hónap játéka
- CD tartalom, teljes játék
- Rövid hírek
- Előzetesek
- Játékismertetők
- Nosztalguru (régi számítógépes játékok bemutatása)
- Világok kalandorai (szerepjáték-rovat)
- Weblapát (weboldal-ajánló)
- A világ legbefolyásásabb emberei (a PC-s játékfejlesztés legendás alakjainak portréja)
- Gondolatébresztő (elgondolkodtató témák a PC-játékok világából)
- Xbox rovat
- Mentőöv + csalások
- Hardver hírek
- Homok a gépezetben (a tudomány és technika érdekességei)
- Hogyan működik?
- 3D rovat (modellezés)
- Hardver Fórum (tippek, trükkök PC-tuningoláshoz)
- Grab (optikai adattárolás)
- Levrov (levelezés)
- Külvilág (zene filmek, könyvek ismertetője)

### Új felépítés
Miután 2003 májusában a régi csapat fele visszament a PC Guruhoz, rovataikat is elvitték. Ily módon jelentős változások jelentkeztek a felépítés terén is, melyek fokozatosan alakultak ki. Az utolsó lapszámmal bezárólag így épült fel az újság:
- Tartalom, intro, a hónap játéka
- DVD tartalom
- Gamer levelezés (a Mentőöv utódja)
- Rövid hírek
- Bemutatók
- Játéktesztek
- Cheat
- Hardver hírek
- Hasznos programok
- Pixelsóder (szubjektív véleményrovat)
- Konfigurációajánló
- Grab (optikai adattárolás)
- Hardver Fórum (tippek, trükkök PC-tuningoláshoz)
- Gamer Jogtár (jogi tudnivalók a számítástechnika világában)
- DirectX-evolúció (3D-s ábrázolás a gyakorlatban)
- Horizont (tudomány és technika)
- Akit a benzin gőze... (autós rovat)
- Fókuszban a háttér (fejezetek a PC-s játéktörténelemből)
- Multishot (többjátékos FPS-ek)
- Játéklexikon A-Z-ig (legendás PC-s játékok)
- Közös ülés (hálózatos játékok)
- No PC Zóna (a Külvilág utódja)
- Végigjátszás
- Levrov
- Szerkesztőségi pillanatképek

## Munkatársak

### Első időszak (2002-2003)
- Mocsáry József (Mocsy, főszerkesztő)
- Révhelyi Beatrix (Lily, főszerkesztő-helyettes)
- Sashegyi Zsolt (Sasa, játékrovat-szerkesztő)
- Harangozó Csongor (Shoebaron, hardver-szerkesztő)
- Dr. Kéghly Judit (hírszerkesztő)
- Környei Krisztián (Chris, CD-szerkesztő)
- Pércsy Mihály (Laza, tördelőszerkesztés)
- Kovács Barnabás (Korr., korrektúra)
- Balassa Tímea (szerkesztőségi asszisztens)
- Cserhalmi Péter (Cseri, grafikai koncepció és lapterv)
- Hanula Zsolt (Hancu)
- Greg5
- Grath
- Nyúl
- Bird
- Tasnádi Zoltán
- Stöckert Gábor (Stöki)
- Daubner Tamás (Dauby)
- Ivády Péter (Neuro)
- Kápé
- Joshua
- Flex
- Tatcom
- SakmaN
- Tig
- Laa-Yosh
- Polcz Péter (Ppéter)
- Old Man
- Laczi András (Brazil)
- Szabó Dani (Freeboy)

### Második időszak (2003-2004)
- Mocsáry József (Mocsy, főszerkesztő)
- Révhelyi Beatrix (Lily, főszerkesztő-helyettes)
- Voith Hunor (Hunor, hardver-szerkesztő)
- Pazár Ákos (Lawman, DVD-szerkesztő)
- Pércsy Mihály (tördelőszerkesztés)
- Kovács Barnabás (Korr., korrektúra)
- Balassa Tímea (szerkesztőségi Asszisztens)
- Aradi Sándor (Broáf, grafikai koncepció és lapterv)
- Tinman
- SzB
- SE
- Grusi
- Kálvin Balázs (-=Flatline=-)
- Lord Lucas Z
- Sz@by
- B-Chrome
- Daubner Tamás (Dauby)
- Hugo
- Polcz Péter (Ppéter)
- Fed
- Yvorl
- Laczi András (Brazil)
- Old Man
- Dachyr
- gonzales
- Szalóky Bálint